# Czesław Drąg
Czesław Drąg (ur. 20 lutego 1947 w Roztoce) – polski samorządowiec i działacz partyjny, I sekretarz Komitetu Gminnego PZPR i wójt w gminie Dobromierz, w latach 2001–2003 członek zarządu województwa dolnośląskiego I kadencji.

## Życiorys
Syn Stanisława i Katarzyny. Ukończył studia wyższe magisterskie, od 1983 do 1985 kształcił się podyplomowo w Moskwie. Wstąpił do Polskiej Zjednoczonej Partii Robotniczej, od stycznia 1973 do maja 1981 pozostawał I sekretarz Komitetu Gminnego PZPR w Dobromierzu. Następnie przeszedł do Komitetu Wojewódzkiego PZPR w Wałbrzychu, gdzie pomiędzy 1981 a 1983 był inspektorem i instruktorem  w Wydziale Rolnym i Gospodarki Żywnościowej oraz starszym instruktorem w Kancelarii I Sekretarza i Wydziale Rolnym. Następnie pełnił funkcję zastępcy (1985–1988) i kierownika (1988–1990) Wydziału Polityczno-Organizacyjnego KW PZPR w Wałbrzychu.
Po przemianach ustrojowych działał w Sojuszu Lewicy Demokratycznej, wchodził w skład jego władz wojewódzkich. W kadencji 1994–1998 pełnił funkcję wójta gminy Dobromierz, z tym okresem wiązały się stwierdzone nieprawidłowości w wydatkowaniu gminnych funduszy. W 1998 i 2002 wybierany radnym sejmiku dolnośląskiego. 28 grudnia 2001 został powołany na stanowisko członka zarządu województwa dolnośląskiego z odpowiedzialnością za kwestie ochrony zdrowia. Zakończył pełnienie funkcji wraz z całym zarządem 31 stycznia 2003. W 2004 zagłosował za odwołaniem wywodzącego się z SLD marszałka województwa Henryka Gołębiewskiego, w związku z czym wszczęto przeciw niemu postępowanie przed sądem partyjnym (przed jego zakończeniem sam zrezygnował z członkostwa w partii). W 2006 z ramienia własnego komitetu wygrał w drugiej turze wybory na wójta Dobromierza, w 2010 nie uzyskał reelekcji.
Złożył oświadczenie lustracyjne potwierdzające współpracę ze służbami bezpieczeństwa Polski Ludowej. Jego brat Kazimierz również został lokalnym politykiem.